# Мелроуз (Охајо)
Мелроуз (енгл. Melrose) град је у америчкој савезној држави Охајо.

## Демографија
По попису из 2010. године број становника је 275, што је 47 (-14,6%) становника мање него 2000. године.
| Група             | 2000.       | 2010.       |
| Белци             | 315 (97,8%) | 266 (96,7%) |
| Афроамериканци    | 0 (0,0%)    | 0 (0,0%)    |
| Азијати           | 0 (0,0%)    | 1 (0,4%)    |
| Хиспаноамериканци | 7 (2,2%)    | 7 (2,5%)    |
| Укупно            | 322         | 275         |